# Hydnophytum radicans
Hydnophytum radicans är en måreväxtart som beskrevs av Odoardo Beccari. Hydnophytum radicans ingår i släktet Hydnophytum och familjen måreväxter. Inga underarter finns listade i Catalogue of Life.